# Rotes Rotblattmoos
Das Rote Rotblattmoos (Bryoerythrophyllum rubrum) ist eine Laubmoos-Art aus der Familie Pottiaceae.

## Merkmale
Diese Art bildet bis 7 Zentimeter hohe, lockere bis mäßig dichte, olivgrüne bis rötlichbraune Rasen mit kräftigen, aufrechten Pflanzen.
Die bis etwa 5 Millimeter langen Blätter sind aus halbscheidigem Grund verlängert eilanzettlich und lang zugespitzt. Feucht sind sie aufrecht abstehend, trocken gekräuselt. Die Blattränder sind zurückgerollt. Die Blattspitze weist manchmal einige Sägezähne auf. Die kräftige Blattrippe tritt in der Blattspitze kurz aus.
Die Blattzellen sind am Blattgrund verlängert rechteckig, glatt, hyalin oder rötlich, im oberen Blattteil rundlich-quadratisch und stark papillös.
Sporenkapseln sind sehr selten. Die Geschlechterverteilung ist diözisch. Die aufrechte, zylindrische Kapsel auf der rötlich-gelben, bis 1,5 Zentimeter langen Seta hat einen geschnäbelten Deckel. Die 16 aufrechten, gespaltenen Peristomzähne sind 200 bis 250 Mikrometer lang. Sporen sind olivgrün, papillös und haben eine Größe von 14 bis 18 Mikrometer. 

## Standortansprüche
Das Moos wächst an feuchten bis nassen, halbschattigen bis schattigen Standorten auf neutralem oder kalkhaltigem Gestein in Wäldern und Schluchten, auch auf Erde und Humus in Felsspalten. In hochalpinen Lagen kommt es auch an sonnigen, exponierten Stellen vor.

## Verbreitung
Weltweit ist die Art in Teilen von Europa und Asien (Russland, China, Japan) verbreitet. Die europäischen Vorkommen befinden sich in den Gebirgslagen Zentraleuropas (Alpen, Karpaten), nördlich bis Skandinavien und östlich bis in den Kaukasus.